# Quan hệ Cuba – Việt Nam
Quan hệ Việt Nam - Cuba là mối quan hệ đặc biệt, đồng minh chiến lược theo ý thức hệ, đồng thời là đối tác chiến lược toàn diện trên tất cả lĩnh vực, được thiết lập sơ khởi vào ngày 2 tháng 12 năm 1960 giữa Chính phủ Việt Nam Dân chủ Cộng hòa và Chính phủ Cách mạng nước Cộng hòa Cuba . Tính đến đầu năm 2023, Việt Nam là nhà đầu tư nước ngoài lớn nhất châu Á và là đối tác thương mại châu Á lớn thứ 2 tại Cuba.

## Lịch sử
Sau cách mạng Cuba ngày 1 tháng 1 năm 1959, Fidel Castro, một nhân vật bí ẩn đối với Liên Xô, trở thành Thủ tướng trong một nước Cuba mới. Từ sự lãnh đạo mới này, quan hệ giữa hai quốc gia này đã chuyển thành đối tác chiến lược tin cậy trong khối cộng sản. Sau khi Liên Xô thiết lập lại mối quan hệ với Cuba sau giai đoạn gián đoạn, hàng loạt cuộc tiếp xúc ngoại giao giữa Cuba và các quốc gia Cộng sản trong năm 1960, mở ra nhiều mối quan hệ mới với Cuba. Việt Nam thiết lập với Cuba vào ngày 2 tháng 12 năm 1960, sau cuộc tiếp xúc giữa Thủ tướng Phạm Văn Đồng và bộ trưởng ngoại giao Cuba Raúl García.

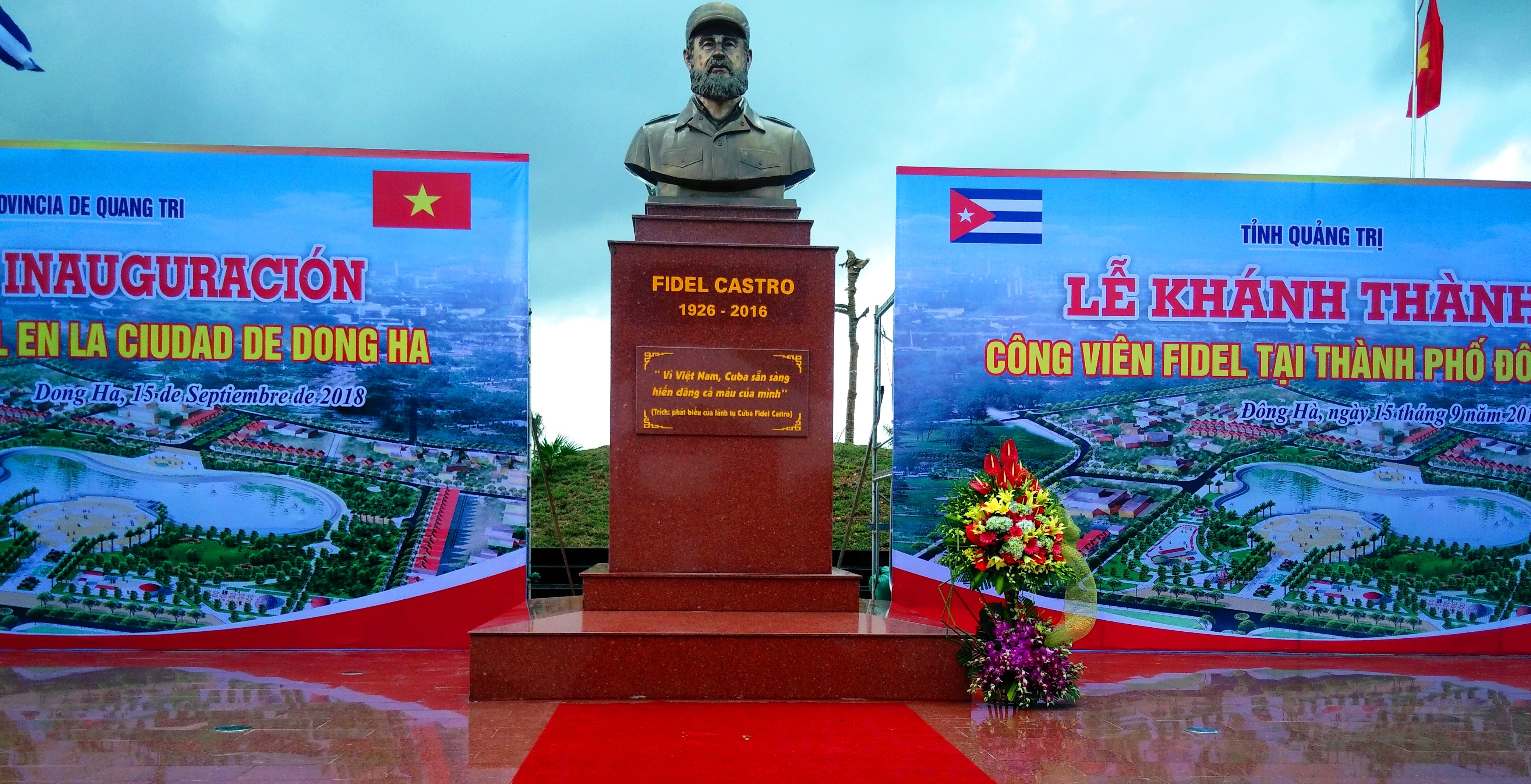
Công viên Fidel Đông Hà, biểu tượng của mối quan hệ giữa hai nước

Cuba ủng hộ Việt Nam Dân chủ Cộng hòa trong cuộc chiến tranh Việt Nam. Trong cuộc chiến, Cuba đưa nhiều kỹ sư cầu đường xây dựng lại hệ thống đường xá bị tàn phá nặng nề, đưa các y bác sĩ cùng các loại thuốc men, dụng cụ y tế,... Cuộc chiến tranh Việt Nam là nguồn cảm hứng cho nhiều lãnh đạo Cuba, một trong số đó là Che Guevara đã kêu gọi "phải tạo ra hai, ba, nhiều Việt Nam". Năm 1973, sau khi Hiệp định Paris được kí kết, Fidel đã thăm vùng giải phóng của Việt Nam tại Quảng Trị và nhắc lại tuyên bố "Vì Việt Nam, Cuba sẵn sàng hiến dâng cả máu của mình".
Chiến tranh biên giới 1979 nổ ra, Cuba tuyên bố ủng hộ Việt Nam chống Trung Quốc bành trướng đồng thời tuyên bố gửi quân sang Việt Nam. Từ giai đoạn 1980-1990, Việt Nam bị cấm vận, Cuba là một trong số ít quốc gia viện trợ thuốc men, vacxin, lương thực cho Việt Nam. Sau khi mở cửa nền kinh tế Việt Nam được phát triển, Việt Nam lại trở thành quốc gia viện trợ cho Cuba, và là quốc gia tích cực kêu gọi Mỹ chống bao vây cấm vận Cuba. Việt Nam tiếp tục viện trợ lương thực, thực phẩm, máy móc, và trang thiết bị. Từ giai đoạn 2010-2020, Cuba mở cửa và cập nhật theo mô hình kinh tế thị trường của Việt Nam.

## Thành tựu hợp tác

### Kinh tế, giao dịch

#### Trao đổi thương mại
Về hợp tác thương mại, Việt Nam hiện là đối tác thương mại châu Á lớn thứ 2 của Cuba. Trong giai đoạn 2015-2020, kim ngạch thương mại song phương đạt khoảng 250-350 triệu USD. Các mặt hàng chính Việt Nam xuất khẩu sang Cuba gồm gạo, đồ điện, điện tử, quần áo, giầy dép, mỹ phẩm, vật liệu xây dựng, vật liệu công nghiệp, vật dụng gia đình, văn phòng phẩm... là những sản phẩm luôn được người dân Cuba đánh giá cao về cả chất lượng và sự đa dạng về mẫu mã.
Việt Nam nhập khẩu từ Cuba các mặt hàng gồm thuốc, vaccine và sinh phẩm y tế. Việt Nam đã ký hợp đồng mua 5 triệu liều vaccine Abdala ngừa Covid-19 của Cuba và hoàn tất trong tháng 10/2021. Hiệp định Thương mại Việt Nam-Cuba ký kết tháng 11/2018 và chính thức có hiệu lực từ tháng 4/2020 là cơ sở pháp lý quan trọng để doanh nghiệp 2 nước tận dụng các ưu đãi thuế quan nhằm phấn đấu nâng kim ngạch thương mại hai chiều lên 500 triệu USD trong 5 năm tới.

#### Hợp tác đầu tư
Việt Nam hiện là nhà đầu tư nước ngoài lớn nhất của khu vực châu Á tại Cuba với 5 dự án đã triển khai, bao gồm 2 dự án của Tổng Công ty Viglacera là nhà máy liên doanh SANVIG với tập đoàn Geicon Cuba về sản xuất vật liệu xây dựng và dự án đầu tư phát triển khu công nghiệp tại đặc khu Mariel; và 3 dự án nhà máy sản xuất bỉm, tã lót; nhà máy sản xuất bột giặt, chất tẩy rửa và nhà máy điện năng lượng mặt trời của Công ty Thái Bình.
Đồng thời về hợp tác dầu khí, Tập đoàn Dầu khí Việt Nam đã cơ bản kết thúc đàm phán hợp đồng thăm dò và khai thác dầu khí tại hai lô 13 và 21A, tuy nhiên trong bối cảnh giá dầu thế giới chưa có chiều hướng cải thiện, phía Việt Nam đang đề nghị nước bạn lùi thời điểm ký kết hợp đồng hợp tác vào thời điểm thích hợp. Về hợp tác viễn thông Việt Nam chủ động thúc đẩy khả năng Viettel đầu tư vào Cuba. Phía Cuba mong muốn Viettel giúp trao đổi về kinh nghiệm đầu tư trước khi tiến hành các hoạt động hợp tác cụ thể.

#### Nông nghiệp
Dự án hợp tác hỗ trợ Cuba phát triển sản xuất lúa gạo quy mô hộ gia đình giai đoạn 2011-2015, với tổng số vốn đầu tư 43 triệu USD, đạt kết quả tích cực. Các dự án hỗ trợ Cuba sản xuất ngô, đậu tương và nuôi trồng thủy sản kết thúc giai đoạn 1 và hiện tiếp tục thực hiện giai đoạn 2. Hai bên tiếp tục nghiên cứu và triển khai các dự án nông nghiệp-thủy sản khác, trong đó Chính phủ Việt Nam đã phê duyệt dự án hợp tác Việt Nam-Cuba phát triển sản xuất lúa gạo giai đoạn 2019-2023 và bước đầu đưa vào triển khai.

### Văn hóa, chính trị, quốc phòng

#### Văn hóa

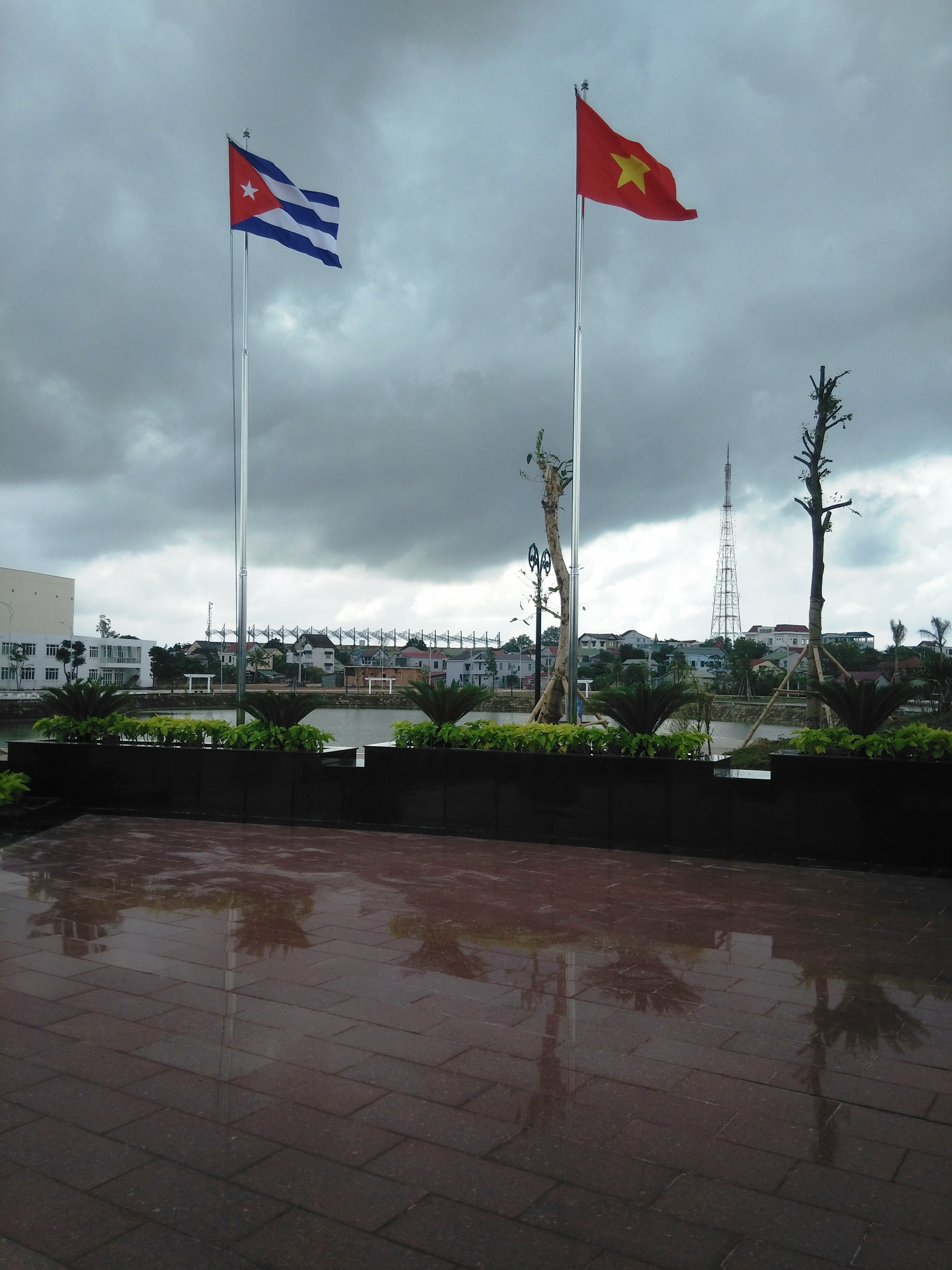
Quốc kỳ hai nước tại Công viên Fidel ở Đông Hà

Hai nước đã có mối quan hệ chính trị sâu sắc và gắn kết vững bền từ năm 1960 đến nay. Cả hai nước đều ủng hộ nền tảng tư tưởng Mác-Lênin. Tượng đài Hồ Chí Minh đã được khánh thành tại thủ đô Havana (năm 2003), trường Hồ Chí Minh (cấp II) ở tỉnh Jarugo (năm 1974), trường Bác Hồ (cấp I) ở Havana (năm 1976).
Ở tỉnh Quảng Trị, nơi chủ tịch Fidel đến thăm năm 1973, thành phố Đông Hà đã xây dựng công viên mang tên Fidel cùng tượng của ông.

#### Quân sự
Joaquin Quintas Sola, Thứ trưởng Bộ Lực lượng Vũ trang Cách mạng Cuba đã đến thăm Hà Nội vào ngày 18 tháng 9 năm 2012 và gặp gỡ cá nhân với Nguyễn Tấn Dũng, Thủ tướng Việt Nam. Chính phủ Việt Nam tuyên bố mong muốn hợp tác trong lĩnh vực hợp tác quốc gia, nhấn mạnh vào công nghệ quân sự, xây dựng quân đội và đào tạo sĩ quan, sẽ tăng lên.

#### Chính trị

##### Nâng cao mối quan hệ
Bất chấp đại dịch, lãnh đạo cao nhất của Đảng, Nhà nước Việt Nam và Cuba đã thường xuyên duy trì trao đổi về các biện pháp tăng cường và làm sâu sắc hơn mối quan hệ song phương. Riêng trong năm 2020, lãnh đạo cao nhất của hai Đảng đã có 3 cuộc điện đàm.
Thủ tướng Manuel Marero Cruz thay mặt lãnh đạo cấp cao Cuba tiến hành chuyến thăm chính thức Việt Nam từ ngày 28/9 đến ngày 2/10/2022. Đây là những dịp để lãnh đạo Đảng và Nhà nước hai nước rà soát sự phát triển của quan hệ hai nước, thảo luận những đường hướng phát triển mới nhằm không ngừng làm sâu sắc hơn mối quan hệ truyền thống đặc biệt giữa Đảng và nhân dân hai nước, vì lợi ích và vận mệnh của hai dân tộc.

##### Tuyên bố xóa nợ
Chiều 29/3/2018 (theo giờ địa phương), lễ đón Tổng Bí thư Nguyễn Phú Trọng thăm cấp Nhà nước Cộng hòa Cuba được tổ chức theo nghi thức cao nhất dành cho nguyên thủ quốc gia. Tại sự kiện này, Tổng Bí thư Nguyễn Phú Trọng thay mặt Việt Nam đã tuyên bố xóa nợ cho Cuba.

## Cập nhật mô hình mới
Trong những năm gần đây, dưới sự cầm quyền của Raúl Castro, Đảng Cộng sản Cuba đã cố gắng cập nhật mô hình xã hội chủ nghĩa Cuba bằng cách giới thiệu quyền sở hữu tư nhân và tinh thần kinh doanh. Nguyễn Phú Trọng, Tổng Bí thư Ban Chấp hành Trung ương Đảng Cộng sản Việt Nam, đã đến thăm Havana, Cuba vào tháng 4 năm 2012, trong khi Raúl Castro đến thăm Việt Nam vào tháng 7 cùng năm. Trong chuyến thăm Việt Nam, ông Raul nói với Trương Tấn Sang rằng thật vinh dự khi được đến thăm Việt Nam lần nữa.
Murillo, Phó Chủ tịch Cuba và là người phụ trách thực hiện cải cách kinh tế Cuba, đã đến thăm Việt Nam vào tháng 10 năm 2012. Trong chuyến thăm của mình, Murillo đã gặp Tổng Bí thư Nguyễn Phú Trọng và các quan chức cấp cao khác như: Nguyễn Văn Dụ, Phó Bí thư Thành ủy Hồ Chí Minh và Nguyễn Xuân Phúc, Phó Thủ tướng. Quan điểm của chuyến thăm là học hỏi kinh nghiệm cải cách Việt Nam và nền kinh tế thị trường định hướng xã hội chủ nghĩa nói chung. Cụ thể, Murillo quan tâm đến cách thành lập các công ty trách nhiệm hữu hạn một thành viên và học hỏi kinh nghiệm của thành phố trong việc đẩy nhanh việc cổ phần hóa các doanh nghiệp nhà nước thành các công ty TNHH đại chúng.  Phát triển gần đây cho các nhà đầu tư nước ngoài tại Việt Nam là Vinamilk.

## Đại sứ quán, lãnh sự quán
Tại Việt Nam:
- Hà Nội (Đại sứ quán)
- Thành phố Hồ Chí Minh (Lãnh sự quán)

Tại Cuba:
- La Habana (Đại sứ quán)